# Alcithoe larochei
Alcithoe larochei là một loài ốc biển sâu, kích thước lớn, là động vật thân mềm chân bụng sống ở biển trong họ Volutidae, họ ốc dừa.